# 제63회 NHK 홍백가합전
《제63회 NHK 홍백가합전》(일본어: 第63回NHK紅白歌合戦 다이로쿠쥬산카이에누에이치케이코하쿠우타갓센[*])는 2012년 12월 31일에 방송된 통산 63회째인 NHK 홍백가합전이다.

## 사회자
- 종합사회 - 우도 유미코 아나운서
- 홍조(紅組)사회 - 호리키타 마키
- 백조(白組)사회 - 아라시 전원

## 게스트 심사원
- 아야세 하루카 : 2013년에 방영할 NHK 대하드라마 『야에의 벚꽃』에서 주인공 니지마 야에 역.
- 오기 나오키 : 호세이 대학 교수이자 경제 평론가로, 많은 미디어에 출연하여 「오기마마」라는 애칭으로 친숙해져 있다.
- 사와 호마레 : 2012년 하계 올림픽 축구 여자 은메달리스트, 같은 해 여자 FIFA 올해의 선수를 수상.
- 나카무라 칸쿠로 (6대) : 가부키배우로, 2012년 나카무라 칸쿠로의 이름을 이어받았다.
- 키키 키린 : 주연으로 출연한 영화 『わが母の記』가 몬트리올 세계 영화제 심사원 특별 그랑프리를 수상.
- 카츠라 분시 (6대) : 만담가로, 2012년 카츠라 분시의 이름을 이어받았다.
- 요시다 사오리 : 2012년 하계 올림픽 레슬링 여자 55kg으로 2004년과 2008년에 이어 3회 연속 금메달을 획득. 국민영예상도 받았다.
- 이리에 료스케 : 2012년 하계 올림픽 수영 남자 200m 배영 은메달리스트.
- 칸노 요코 : NHK 동일본 대지진 부흥 지원 노래인 「花は咲く」를 작곡.
- 하루마후지 고헤이 : 2012년 아키바쇼에서 좋은 성적을 얻어 요코즈나로 승급.

## 결과
최종심사 득표수에 의한 결과, 
318,625(紅) vs 351,942(白)로 시로구미(白組)가 2년 연속 우승. (통산성적: 白組 34승, 紅組 29승)

## 출장가수
진한 글씨는 첫 출장을 나타냄.

괄호 안의 숫자는 출장횟수를 나타냄.

### 1부
- 아카구미(紅組) :
  - 하마사키 아유미 (14) 〈2012 A SPECIAL メドレー[1]〉
  - SKE48 (1) 〈パレオはエメラルド〉
  - 나카시마 미카 (9) 〈初恋〉
  - 미즈키 나나 (4) 〈BRIGHT STREAM〉
  - 후지 아야코 (18) 〈わすれない〉
  - 미즈모리 카오리 (10) 〈ひとり長良川〉
  - 코다 쿠미 (8) 〈Go to the top〉
  - 코자이 카오리 (16) 〈酒のやど〉
  - 니시노 카나 (3) 〈GO FOR IT!!〉
  - 고다이 나츠코 (19) 〈恋ざんげ〉
  - 아야카 (6) 〈はじまりのとき〉

- 시로구미(白組) :
  - NYC (4) 〈NYC紅白メドレー[2]〉
  - 골든 봄버 (1) 〈女々しくて〉
  - AAA (3) 〈777 ～We can sing a song!～〉
  - 三代目 J Soul Brothers (1) 〈花火〉
  - FUNKY MONKEY BABYS (4) 〈サヨナラじゃない〉
  - HY (2) 〈いちばん近くに〉
  - 나오토 인티 레이미 (1) 〈Brave〉
  - 호소카와 타카시 (36) 〈浪花節だよ人生は〉
  - 포르노그라피티 (11) 〈カゲボウシ〉
  - 타치 히로시 (2) 〈嵐を呼ぶ男〉
  - 모리 신이치 (45) 〈冬のリヴィエラ〉

### 2부
- 아카구미(紅組) :
  - 모모이로 클로버 Z (1) 〈ももいろ紅白だＺ!![3]〉
  - Perfume (5) 〈Spring of Life〉
  - AKB48 (5) 〈AKB48 紅白 2012 SP 〜第2章〜[4]〉
  - aiko (11) 〈くちびる〉
  - 캬리 파뮤파뮤 (1) 〈紅白2012きゃりーぱみゅぱみゅメドレー[5]〉
  - 유키 사오리 (13) 〈夜明けのスキャット〉
  - 덴도 요시미 (17) 〈ソーラン祭り節〉
  - YUI (1) 〈Good-bye Days〉
  - 사카모토 후유미 (24) 〈夜桜お七〉
  - 와다 아키코 (36) 〈愛、とどきますか〉
  - YUKI (1) 〈プリズム〉
  - 프린세스 프린세스 (1) 〈Diamonds〉
  - 이시카와 사유리 (35) 〈天城越え〉
  - 이키모노가카리 (5) 〈風が吹いている〉

- 시로구미(白組) :
  - 칸쟈니∞ (1) 〈初紅白!! 全力前進ジャジャジャジャーン!!![6]〉
  - TOKIO (19) 〈KIBOU〉
  - 코부쿠로 (7) 〈紙飛行機〉
  - 고 히로미 (25) 〈デンジャラー☆〉
  - 이츠키 히로시 (42) 〈夜明けのブルース〉
  - 토쿠나가 히데아키 (7) 〈上を向いて歩こう〉
  - 사이토 카즈요시 (1) 〈やさしくなりたい〉
  - 히카와 키요시 (13) 〈櫻〉
  - 아라시 (4) 〈New Year's Eve Medley 2012[7]〉
  - 미와 아키히로 (1) 〈ヨイトマケの唄〉
  - EXILE (8) 〈Rising Sun〉
  - 후쿠야마 마사하루 (5) 〈Beautiful life〉
  - 키타지마 사부로 (49) 〈風雪ながれ旅〉
  - SMAP (20) 〈SMAP 2012' SP[8]〉